# デレク・スティーヴン・プリンス
デレク・スティーヴン・プリンス（Derek Stephen Prince、1969年2月5日 - ） は、アメリカ合衆国の男性声優、俳優。役者業の他はHollander Financial Holdingにファイナンシャルアドバイザーとして勤務している。
別名はデヴィッド・ウマンスキー（David Umansky）、スティーヴン・デレク・プリンス （Steven Derek Prince）、スティーヴン・プリンス（Steven Prince）、スティーヴ・プリンス（Steve Prince）。

## 人物
カリフォルニア州イングルウッド出身。ハワイ州マウイ島ワイルク育ち 。7歳で歌手としてデビュー後、10歳の時にCMの仕事で俳優としてデビュー。ハワイ・ボールドウィン高校を経てカーネギーメロン大学でミュージカル・シアター美術学士の学位を取得。大学卒業後は舞台を中心に活動後、1993年にロサンゼルスに移住。技術を磨くため、SAG Conservatoryで声優のクラスを取り、ボブ・バーゲンから声優の技術を学ぶ。他にチャーリー・アドラー、スーザン・ブルー、マイケル・ベル等から声の演技を学んだ。
SAG-AFTRA（旧 - 映画俳優組合、テレビ・ラジオ芸術家連合会員）。

## 出演作品

### テレビアニメ
1998年
- ふしぎ遊戯（夕城圭介）※デヴィッド・ウマンスキー名義

1999年
- カウボーイビバップ（レイン）※デヴィッド・ウマンスキー名義
- 星方武侠アウトロースター（パイロット）
- デジモンアドベンチャー（ピコデビモン、ピエモン）
- バトルアスリーテス大運動会（インタビューアー）
- るろうに剣心 -明治剣客浪漫譚-（相楽左之助）※ソニー版

2000年
- アークザラッド（ジーン、ハンターB）
- 時空探偵ゲンシクン（エレキン）
- デジモンアドベンチャー02（一乗寺賢、チビモン、ブイモン、エクスブイモン、パイルドラモン、インペリアルドラモン）
- デュアル!ぱられルンルン物語
- トライガン（ザジ・ザ・ビースト）
- 魔法騎士レイアース（獅堂優）
- るろうに剣心 -明治剣客浪漫譚-（癋見、銀二、西脇）※メディアブラスター版

2001年
- 怪盗セイントテール（クラスメイトA）
- デジモンテイマーズ（インプモン、ベルゼブモン）
- Night Walker -真夜中の探偵-（秋葉浩一）
- 吸血姫美夕（高島泰寛）
- るろうに剣心 -明治剣客浪漫譚-（沢下条張、男、ヤクザ）※メディアブラスター版
- 六門天外モンコレナイト（大矢門斗）

2002年
- デジモンフロンティア（グロットモン、ギガスモン、デュナスモン）
- Night Walker -真夜中の探偵-（秋葉浩一）
- マシュランボー（ニッパー国王）
- ラブひな（浦島景太郎、ランバ・ルゥ）
- るろうに剣心 -明治剣客浪漫譚-（村人）※メディアブラスター版

2003年
- アルジェントソーマ（ラボ・アシスタントA）
- ガンフロンティア（トチロー）
- サイボーグ009 THE CYBORG SOLDIER（ガイア、マシンガン、パル、時の監視員、助手、ケイン、茨木真一）
- スクライド（立浪ジョージ、マサキ）
- まほろまてぃっく（美里優）
- まほろまてぃっく〜もっと美しいもの〜（美里優）
- ラブひなクリスマスSPECIAL! 〜サイレント・イブ〜（浦島景太郎）
- ラブひな春スペシャル 〜キミサクラチルナカレ!!〜（浦島景太郎）
- 陸上防衛隊まおちゃん（素敵一郎）
- リロ・アンド・スティッチ・ザ・シリーズ（ロキ）
- ルパン三世 (TV第2シリーズ)（ミスターX）

2004年
- .hack//黄昏の腕輪伝説（リッキー）
- まほろまてぃっく TVスペシャル えっちなのはいけないと思います!、まほろまてぃっく〜もっと美しいもの〜歳末スペシャル（美里優）

2005年
- OVERMANキングゲイナー（ベロー・コリッシュ）
- 絢爛舞踏祭 ザ・マーズ・デイブレイク（東原恵）
- サムライチャンプルー（渋井友之進、伝鬼坊）
- 天上天下（竜崎勤）
- B-伝説! バトルビーダマン（リー・ユンファ）
- プラネテス（クロウリー）

2006年
- デュエル・マスターズ（Dr.ルート）
- NARUTO -ナルト-（油女シノ（2代目））
- Paradise Kiss（嵐）
- BLEACH（石田雨竜）
- MÄR - Märchen Awakens Romance（ファントム）

2007年
- アイシールド21（蛭魔妖一）

2008年
- らき☆すた（教師、TV（男）、ヤンキー、客、ド不良、酔っ払い、ゲーム内音声、料理の先生、他）

2009年
- スティッチ!（コージ）

2010年
- スティッチ!（太郎の父）
- NARUTO -ナルト- 疾風伝（油女シノ）
- ヴァンパイア騎士（影山霞）

2011年
- スティッチ! 〜いたずらエイリアンの大冒険〜（コージ）
- ヴァンパイア騎士 Guilty（影山霞）

2012年
- ペルソナ4（白鳥零二）
- まほろまてぃっく特別編 ただいま◆おかえり（美里優）

2013年
- 青の祓魔師（奥村雪男）
- アクセル・ワールド（サルファ・ポット）
- ソードアート・オンライン（キバオウ）
- Digimon Fusion（剣ゼンジロウ（ジェレミー・ツルギ）、ザミエールモン（シーズン2第5話（通算第35話）以降））
- NFL Rush Zone: Season of the Guardians（ジャクソン）

2014年
- キルラキル（青龍三郎、ガッツ）
- ドラえもん（2005年版）（スネ吉）
- ブラッドラッド（サバ夫）

2019年
- 鬼滅の刃（蜘蛛の鬼<兄>、隠)

2021年
- EDENS ZERO
- ルパン三世 (TV第1シリーズ)（ミスターX）

2022年
- Bleach 千年血戦篇（石田雨竜）

### 劇場アニメ
2000年
- Digimon: The Movie[3]（チビモン、ブイモン）

2001年
- AKIRA（ラジオレポーター）※DVD版

2003年
- WXIII 機動警察パトレイバー（宮ノ森静夫）

2004年
- 機動戦士ガンダムF91（ビルギット・ピリヨ）

2005年
- デジモンアドベンチャー02 ディアボロモンの逆襲（ブイモン、インペリアルドラモン）
- デジモンテイマーズ 冒険者たちの戦い（上原武人）
- デジモンテイマーズ 暴走デジモン特急（ベルゼブモン）

2008年
- 劇場版BLEACH MEMORIES OF NOBODY（石田雨竜）

2009年
- 劇場版BLEACH The DiamondDust Rebellion もう一つの氷輪丸（石田雨竜）

2011年
- 劇場版 NARUTO -ナルト- 疾風伝 絆（油女シノ）

2012年
- 劇場版BLEACH 地獄篇（石田雨竜）
- 劇場版 NARUTO -ナルト- 疾風伝 火の意志を継ぐ者（油女シノ）
- ホッタラケの島 〜遥と魔法の鏡〜（兵士兄弟・弟）
- REDLINE（デイズナ弟）

2013年
- 青の祓魔師 ―劇場版―（奥村雪男）

### OVA
1999年
- 機動戦士ガンダム0083 STARDUST MEMORY
- ザ・コクピット
- Ninja者（ニッコー）

2000年
- 覚悟のススメ（ボルト）※デヴィッド・ウマンスキー名義
- ふしぎ遊戯（夕城圭介）※デヴィッド・ウマンスキー名義
- ふしぎ遊戯 第二部（夕城圭介）※デヴィッド・ウマンスキー名義

2003年
- ふしぎ遊戯 -永光伝-（夕城圭介）※デヴィッド・ウマンスキー名義
- ラブひな Again（浦島景太郎）

2004年
- キカイダー01 THE ANIMATION（イチロー/キカイダー01）
- 戦闘妖精雪風（トマホーク・ジョン）

2008年
- KITE LIBERATOR（追音貴知、追音香衣）

2021年
- ルパン三世 ルパンは今も燃えているか?（ミスターX）

### Webアニメ
- 攻殻機動隊 SAC 2045（2020年）
- リラックマと遊園地（2022年、タツヤ）

### ゲーム
2003年
- ゼノサーガ エピソードI［力への意志］（カオス）
- .hack（ニューク兎丸）

2004年
- ガチャメカスタジアム サルバト〜レ（ヒロキ）

2006年
- エースコンバット・ゼロ ザ・ベルカン・ウォー（クロウ2）
- NARUTO -ナルト- ナルティメットヒーロー（油女シノ）

2007年
- イリスのアトリエ グランファンタズム（クロウリー、パージゼル･クローネ）
- エウレカセブン TR1:NEW WAVE（フッキ・ズィーフ）
- オーディンスフィア（オズワルド）
- NARUTO -ナルト- ナルティメットヒーロー2（油女シノ）
- ペルソナ3（タカヤ）

2008年
- キングダムハーツ Re:チェインオブメモリーズ（ヴィクセン）
- NARUTO -ナルト- 最強忍者大結集3forDS（油女シノ）

2009年
- キングダム ハーツ 358/2 Days（ヴィクセン）

2010年
- キングダム ハーツ バース バイ スリープ（エヴェン）
- NARUTO -ナルト- ナルティメットストーム2（日向ヒナタ）

2012年
- The Amazing Spider-Man

2014年
- スーパーダンガンロンパ2 さよなら絶望学園（九頭龍冬彦）

2017年
- ニューダンガンロンパV3 みんなのコロシアイ新学期（王馬小吉）

2019年
- キングダム ハーツIII（ヴィクセン）

2020年
- キングダム ハーツ メロディ オブ メモリー（ヴィクセン）

2021年
- 鬼滅の刃 ヒノカミ血風譚（蜘蛛の鬼<兄>、隠)

### 特撮
1996年
- パワーレンジャー・ジオ（オーリック・ザ・コンカラーの声、スターロイドの声、ディグスターの声）※ノンクレジット
- ビッグ・バッド・ビートルボーグ（ノシックの声、ドリュー・マコーミックの声/ブルースティンガーの声（第44話の一部のみ）、スーパー・ノシックの声）※デヴィッド・ウマンスキー名義

1997年
- パワーレンジャー・ターボ・映画版・誕生!ターボパワー（エルガーの声）※デヴィッド・ウマンスキー名義
- パワーレンジャー・ターボ（エルガーの声※デヴィッド・ウマンスキー名義、フレマイトの声※ノンクレジット）

1998年
- パワーレンジャー・イン・スペース（エルガーの声※デヴィッド・ウマンスキー名義、タンケン・シュタインの声※ノンクレジット）

1999年
- パワーレンジャー・ロスト・ギャラクシー（シントーの声、再生フィッシュフェイスの声）

2001年
- パワーレンジャー・タイムフォース（ジェターナの声）

2002年
- パワーレンジャー・ワイルドフォース（タイヤオルグの声）

### 吹き替え
1998年
- Zero WOMAN 警視庁0課の女

1999年
- 魔界転生（天草四郎時貞））※デヴィッド・ウマンスキー名義

2001年
- ゼイラム2（フジクロ（SABU））※デヴィッド・ウマンスキー名義
- 香港ゾンビ（<ビーサム・リー>）
- 魔界転生 THE ARMAGEDDON 魔道変（天草四郎時貞））※デヴィッド・ウマンスキー名義

2002年
- Zero WOMAN III 警視庁0課の女（鬼頭）※デヴィッド・ウマンスキー名義

2003年
- VERSUS -ヴァーサス-（ベアード）

2014年
- FLU 運命の36時間（ぺ・ギョンオプ）

2016年
- ベテラン（チェ・サンム<ユ・ヘジン>）

2017年
- ケーブル・ガールズ

2018年
- バーフバリ 伝説誕生（村人B）
- BLEACH 死神代行篇（石田雨竜<吉沢亮>）

2019年
- 運命の12人

2021年
- 執念の捜査: ビルギット・マイヤー失踪事件

### テレビドラマ
1993年
- ER緊急救命室（消防士2）

1995年
- Saved by the Bell: The New Class（チューブ）

2000年
- プロファイラー/犯罪心理分析官（ダミアン）